# Чандрапрабха
Чандрапрабха (санскр. चंद्रप्रभ, IAST: Candraprabha, «лунный свет»), Юэ Гуан (яп. 月光菩薩, «бодхисаттва лунного света») или Гакко (яп. がっこうぼさつ, «бодхисаттва лунного света») — бодхисаттва, воплощение лунного света и хорошего здоровья. Прислуживает Якуси-нёраю, будде-целителю, покровителю медицины.
Чандрапрабху особенно почитают в Японии. В материковой Азии он чаще известен не как бодхисаттва, а дева — буддийское божество, которое вобрало в себя культ индийского лунного бога Чандру.
Согласно с махаянской «Сутрой Будды-целителя», Чандрапрабха освещает землю лунными лучами и уничтожает ими темноту, основу грехов и страданий.
В иконографии Чандрапрабха часто выступает в паре с бодхисаттвой Сурьяпрабхой, воплощением солнечного света. Первый бодхисаттва держит левую руку поднятой, а правую опущенной, второй бодхисаттва наоборот — правую вверху, левую внизу. Большим и указательным пальцами поднятой руки оба образуют круг. Частым атрибутом Чандрапрабхи является лунный диск, полумесяц или бутон лотоса.
Одним из выдающихся изображений Чандрапрабхи является его бронзовая статуя VIII века, которая располагается в Золотом Зале монастыря Якуси-дзи в Наре, Япония. Бодхисаттва выступает составной частью триптиха Якуси.